# Florentino Cinense
Florentino Ferrer Cinense (ur. 14 marca 1938 w Guimba) – filipiński duchowny rzymskokatolicki, w latach 1988-2016 biskup Tarlac.

## Życiorys
Święcenia kapłańskie przyjął 21 grudnia 1963. 24 maja 1984 został prekonizowany biskupem San Jose. Sakrę biskupią otrzymał 14 lipca 1984. 17 sierpnia 1985 został mianowany biskupem koadiutorem Tarlac. 21 stycznia 1988 objął urząd biskupa diecezjalnego. 31 maja 2016 przeszedł na emeryturę.